# 卡洛斯·安东尼奥·洛佩斯
卡洛斯·安东尼奥·洛佩斯·因斯弗朗（西班牙語：Carlos Antonio López Ynsfrán，1792年11月4日—1862年9月10日） ，巴拉圭律师、政治家，在任总统期间，他一方面积极开展对外关系，加强国际联系，一方面大力促进贸易和经济发展，并发展教育事业，进行了一系列的社会改革。

## 生平
洛佩斯出生于亚松森马诺拉（Manorá）的一户贫寒人家，据传是麦士蒂索人。早年在亚松森的圣卡洛斯神学院学习，后在该校执教。结婚后成为这个国家的最重要的家族之一的一员。
1841年，罗德里格斯·弗朗西亚逝世后，成为巴拉圭两大执政官之一。1844年他發動政變，宣布中止宪法并罷免另一个执政官，自任總統實行獨裁統治。執政期間贪污腐化極其嚴重，他占有全国一半的土地，视国家收入为己有，将巴拉圭商业的大部分掌握在自己家族手中。
洛佩斯任上最重要的政策莫过于结束前任元首弗朗西亚时代的闭关自守政策。当时，巴拉圭人对外国人非常厌恶，实行这样的政策的确需要很大的政治勇气。他采取积极措施鼓励外来移民，欢迎外国人，尤其是欧洲的投资者、机械师、工程师和医生移民巴拉圭。洛佩斯选派留学生到外国学习，同时招聘外国工匠来巴拉圭工作，亚松森的兵工厂差不多都是在英国的帮助下建立的。洛佩斯还取消了多年的拉普拉塔水系各河流不对外国船只开放的做法，允许外国船只通行。
洛佩斯执政期间，努力加强国际联系，积极开展外交活动，洛佩斯曾努力与阿根廷联系，建立友好关系，希望阿根廷总统罗萨斯承认巴拉圭独立，但是被拒绝，他因此介入了1845—1846年阿根廷内战。直到1852年罗萨斯下台以后，巴拉圭与阿根廷的对立才宣告结束。这一年巴拉圭和阿根廷签订条约，确定以巴拉那河为两国的东部边界。同时，洛佩斯还同美国和英国、法国、撒丁王国、普鲁士等欧洲国家建立了友好关系，推动它们承认巴拉圭的独立。
洛佩斯的对外开放和加强对外交往的政策大大缓解了巴拉圭在国际上的孤立地位，使巴拉圭的国际坏境逐渐改善。然而此时，巴拉圭与巴西帝国的关系却因两国西北部边境地区的领土纠纷而紧张起来。后来，双方于1856年签订条约，同意在6年内讨论巴拉圭河和巴拉那河的航行自由问题并裁决两国边界。但实际上，两国都不打算履行这一协定。这为后来的巴拉圭战争留下了隐患。
洛佩斯执政时期，巴拉圭经济有了较快的发展。政府修建了公路，铺设了电话线路。1858年，英国公司还在巴拉圭修建了铁路，这是南美最早的铁路之一。对外贸易的开展增加了国家的收人，使政府可以比较容易地从国外购买武器装备和其他工业产品。在外国专家的帮助下，巴拉圭兴建了兵工厂，并建立了一支强大的常备军。外国移民的增加和经济的发展使巴拉圭的人口急剧增加，从1840年的约22万人增加到1860年的约40万人。洛佩斯还着手解决殖民地时代遗留下来的奴隶制度问题。巴拉圭的奴隶主要来自非洲，开始，殖民地的定居者买奴隶是在家里做仆人，对他们的束缚并不太多。1700年以后，大约有5万名黑奴被卖到巴拉圭，从事高强度的农业劳动，他们的生活非常艰苦，没有任何权利和自由。后来，弗朗西亚还曾把一批奴隶充为国家财产。1842年，洛佩斯颁布自由包容法，禁止买卖奴隶，并保证奴隶的子女在25岁时获得自由。
他的儿子弗朗西斯科·索拉诺·洛佩斯 （1826–1870）在他死后继任总统。